# Bert Mayer
Bert Mayer (Wenen, 19 juli 1930 –  aldaar, 12 februari 1998) was een Oostenrijks componist en musicus.

## Levensloop
Mayer werd als kleine jongen opgeleid bij het jongenskoor Wiener Sängerknaben door de docenten en dirigenten Ferdinand Grossmann en Hans Gillesberger. Later werkte hij in de muziekuitgeverij Doblinger in Wenen en was aldaar hoofd voor de uitgaven voor orkesten. Verder werkte hij als allround muzikant in diverse dansorkesten en andere ensembles in het binnen- en buitenland. Met deze groepen voerde hij Weense muziek, jazz en populaire muziek uit. 
Als componist schreef hij werken voor harmonieorkest, vocale muziek en kamermuziek.

## Composities

### Werken voor harmonieorkest
- Die Erde möge dir leicht sein
- Lang ist's her
- Lustiges Wandern
- Mariechen-Walzer, voor klein harmonieorkest/blaaskapel
- Mitternacht in Moskau
- Musik macht alle Herzen froh
- Oberboden-Marsch
- Schlemmer-Polka

### Vocale muziek

#### Werken voor koor
- Weihnachtslieder, voor gemengd koor (of mannenkoor)

#### Liederen
- Adeste fideles, voor zangstem en orgel
- Cowboy's Dance, voor zangstem en piano
- Russische Volkslieder, voor zangstem en piano
- Suzy's Party, voor zangstem en piano
- Weihnachten: Markt und Strassen stehn verlassen, voor mezzosopraan (of bariton) en piano

### Kamermuziek
- Blues for five, voor koperkwintet
- Cowboy's Dance, voor saxofoonkwintet (2 altsaxofoons, 2 tenorsaxofoons, baritonsaxofoon), 2 trompetten, trombone en piano
- Es wird scho glei dumpa, voor koperkwintet
- Fein sein, beieinander bleiben, voor koperkwintet
- Kein schöner Land, voor koperkwintet
- Kleine Fantasie über das Volkslied "Alle Vöglein sind schon da", voor koperkwintet
- Leise rieselt der Schnee, voor koperkwintet
- Mexican Folk Medley, voor koperkwintet
- Turmblasen zur Weihnachtszeit, voor koperkwartet (2 trompetten, 2 trombones)
- Weihnachtslieder, voor koperkwintet
- Zu feierlichem Anlaß, voor koperkwartet (of koperkwintet)

### Werken voor elektronische orgel
- Happy Vienna 1 (Wereldberoemde melodieën uit Wenen)
- Happy Vienna 2 (Wereldberoemde melodieën uit Wenen)
- Happy Vienna 3 (Wereldberoemde melodieën uit Wenen)
- Happy Vienna 4 (Wereldberoemde melodieën uit Wenen)